# Murailles de Montenero d'Orcia
Les murailles de Montenero d'Orcia (en italien : Mura di Montenero d'Orcia), constituent le système défensif du village de Montenero d'Orcia, une frazione de la commune de Castel del Piano (province de Grosseto), en Toscane,.

## Histoire
Les murailles ont été construites à partir du Xe siècle et modifiées à plusieurs reprises jusqu'au plan définitif du XIIIe siècle, qui enserrait complètement le village de Montenero d'Orcia. L'achèvement des travaux s'est conclu par la construction du Cassero Senese (donjon siennois) .
Au cours du XVe siècle, la république de Sienne a effectué une série d'interventions conservatrices de restauration sur l'ensemble du système défensif. Au cours des siècles suivants, l'architecture militaire a subi quelques modifications, restructurations et réaménagements.

## Description
Les remparts délimitent, en partie, le village d'origine médiévale. Les murs ont des parties exposées, d'autres appuyées ou incorporées à d'autres bâtiments, ainsi que des solutions de continuité, clairement reconnaissables dans la zone du Cassero Senese qui en est restée isolée.
Les parties exposées sont caractérisées par le revêtement en pierre typique de l'époque médiévale, dont la plupart remonte au XIIIe siècle. La partie la mieux conservée des murs est celle qui comprend la double porte d'entrée du village, composée d' arcs en plein cintre caractéristiques. Du Cassero Senese il ne reste qu'une tour, partiellement remaniée, située au cœur du parc adjacent.

## Galerie

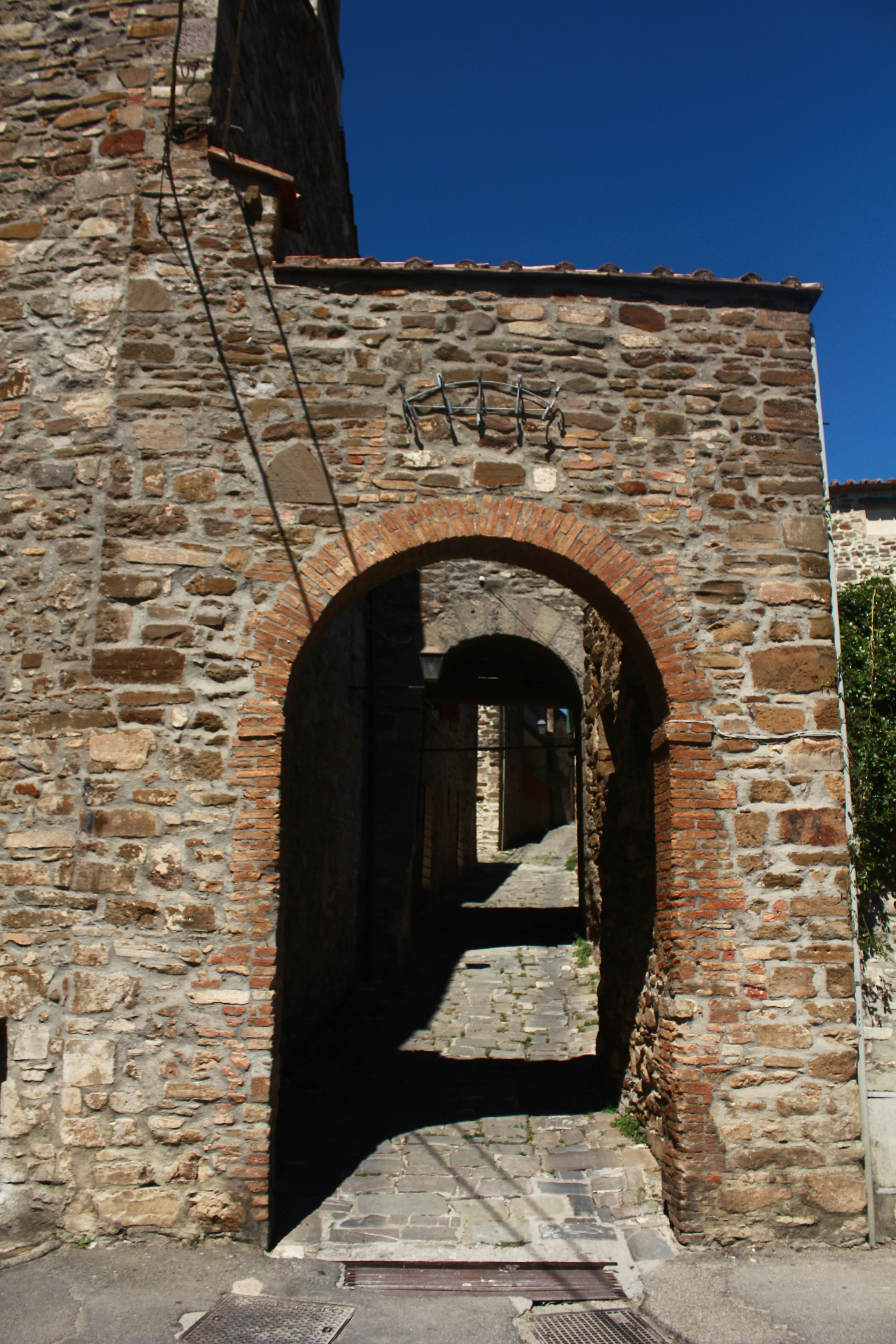
Porte en arc en plein cintre
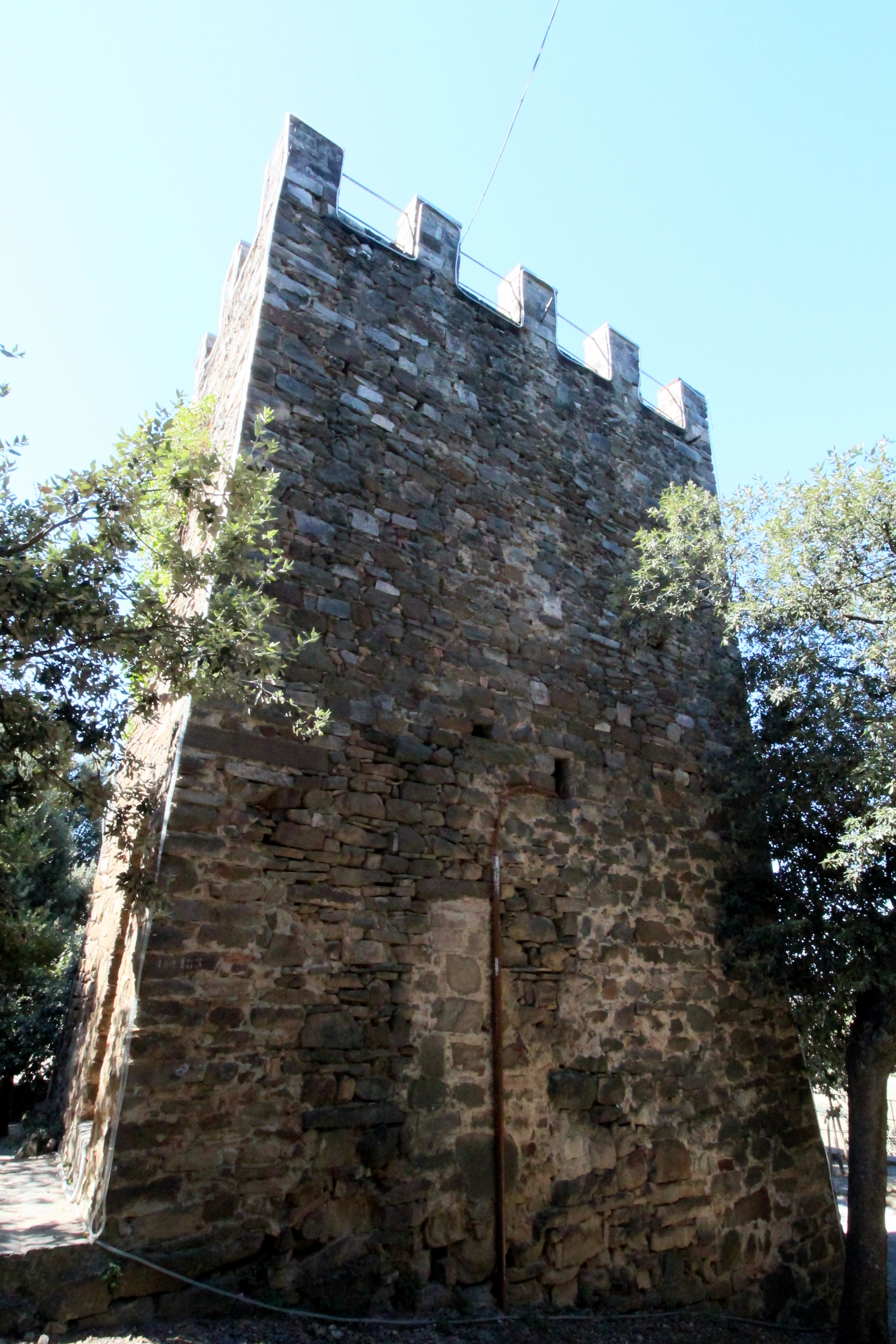
Cassero Senese
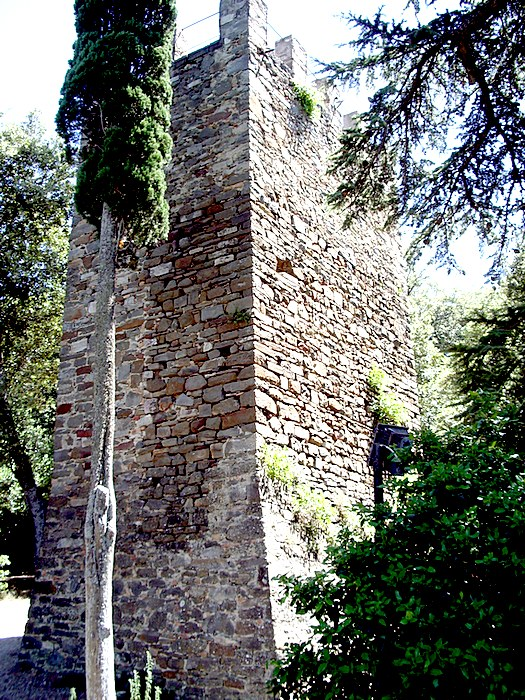
Cassero Senese